# 马库斯·赫尔利
马库斯·赫尔利（英語：Marcus Hurley，1883年12月22日—1941年3月28日），美国男子自行车运动员。他曾代表美国参加1904年夏季奥林匹克运动会自行车比赛，获得四枚金牌和一枚铜牌。